# Josef Malý
Josef Malý (Checoslovaquia, 25 de marzo de 1894-23 de marzo de 1943) fue un gimnasta artístico checoslovaco, especialista en la prueba de anillas gracias a la cual llegó a ser campeón mundial en 1922.

## Carrera deportiva
En el Mundial celebrado en Liubliana en 1922 consiguió la medalla de oro en la competición de anillas, quedando situado en el podio empatado con su compatriota Miroslav Karásek y los yugoslavos Leon Štukelj y Peter Šumi, los cuatro con la misma puntuación y por lo tanto todos recibieron la medalla de oro.